# The Serenade
The Serenade é um curta-metragem mudo norte-americano, realizado em 1916, do gênero comédia, com o ator cômico Oliver Hardy. Este filme sobrevive na Biblioteca do Congresso, catalogado como Jim The Serenade.

## Elenco
- Oliver Hardy - Plump (como Babe Hardy)
- Billy Ruge - Runt
- Billy Bletcher - Schmitte
- Florence McLaughlin - Florence (como Florence McLoughlin)